# BREAK TIME
《BREAK TIME》是韓國的男子組合U-KISS的第4枚迷你專輯，於2010年10月8日發行。唱片公司為NH Media。

## 概要
- 與上一張專輯《ONLY ONE》相距約8個月。與上一張迷你專輯《CONTIUKISS》相距約11個月。
- 《閉嘴!!》為此專輯的主打曲目。
- 此專輯是成員亞歷山大和起範最後參與演唱的迷你專輯。

## 收錄內容

### CD
1. Before Yesterday（Intro）
2. 閉嘴!!（시끄러!!）
3. Light it up
4. Rock ya' body
5. Avatar
6. 閉嘴!!（Instrumental）
7. Light it up（Instrumental）